# 1600
1600 (MDC) a fost un an bisect al calendarului gregorian, care a început într-o zi de sâmbătă.

## Evenimente
- 17 februarie: Giordano Bruno este ars pe rug de Inchiziție pentru concepția sa panteistă și pentru convingerea asupra infinității lumii.

- 6 iulie: Mihai Viteazul se intitulează într-un act Domn al Țării Românești, al Ardealului și toată Țara Moldovei.

- 17 septembrie: Oastea lui Mihai Viteazul incendiază Biserica reformată din Aiud.
- 18 septembrie: Mihai Viteazul este învins în Bătălia de la Mirăslău.

### Nedatate
- mai: Oastea lui Mihai Viteazul pătrunde în Moldova.

## Nașteri
- 1 ianuarie: Friedrich Spanheim, teolog olandez și profesor de teologie calvină (d. 1649)
- 17 ianuarie: Pedro Calderón de la Barca, poet și dramaturg spaniol (d. 1681)
- 28 ianuarie: Papa Clement al IX-lea (d. 1669)
- 3 martie: Gheorghe Ghica, domn al Moldovei (3 martie 1658 - 2 noiembrie 1659 și al Țării Românești 20 noiembrie 1659 - 1 septembrie 1660), (d. 1664)
- 19 noiembrie: Carol I al Angliei, viitor rege al Angliei, Scoției și Irlandei (1625-1649), (d. 1649)

- Claude Lorrain (n. Claude Gellée), artist baroc francez (d. 1682)

## Decese
- 17 februarie: Giordano Bruno, 52 ani, teolog și filosof umanist italian din epoca Renașterii (n. 1548)

- 3 noiembrie: Richard Hooker, 46 ani, influent teolog anglican (n. 1554)